# Blocco automatico a correnti codificate
Blocco automatico a correnti codificate (v překladu automatický blok s kódovacími proudy), krátce BACC je italský vlakový zabezpečovač. Vznikl rozvojem původního systému RS4 Codici na základě požadavků zabezpečení provozu při vysokých rychlostech. Přidáním druhé nosné frekvence se rozšířil počet přenášených znaků na 9, takže strojvedoucí dostává informaci o volnosti vlakové cesty až v pěti následujících oddílech automatického bloku. Povinně je zaveden na tratích s dovolenou rychlostí vyšší, než 200 km/h.

## Popis funkce
Systém přenosu kódu odpovídá RS4 Codici. Zařízení ovšem pracuje na dvou různých frekvencích:
f1 = 50 Hz (nebo nově 83,3 Hz) 
f2 = 178 Hz 
Tyto frekvence jsou modulovány pulsy níže uvedených frekvencí (hodnoty jsou tentokrát v pulsech za minutu). Kombinace kódů na obou frekvencích dává tyto výsledné kódy:
| Kód   | Složení kódu    |
| ----- | --------------- |
| 270** | 270 f1 + 120 f2 |
| 270*  | 270 f1 + 75 f2  |
| 270   | 270 f1          |
| 180*  | 180 f1 + 75 f2  |
| 180   | 180 f1          |
| 120** | 120 f1 + 180 f2 |
| 120*  | 120 f1 + 75 f2  |
| 120   | 120 f1          |
| 75    | 75 f1           |

Význam jednotlivých kódů je pak následující:
| Kód   | Význam |
| ----- | --- |
| 270** | Volno nejméně 5 400 m (lidově super verde = super zelená) |
| 270*  | volno nejméně 4 050 m |
| 270   | volno nejméně 2 700 m (nutno omezit rychlost) |
| 180*  | předvěst volno na vzdálenost nejméně 2 700 m před odbočkou s povolenou rychlostí menší než 100 (nebo 130) km/h. Používá se také k omezení rychlosti na 150 km/h při pracích na trati. |
| 180   | předvěst volno na vzdálenost minimálně 2 700 m (kromě tratí, kde maximální dovolená rychlost je 110 km/h nebo menší) před návěstidlem zakazujícím jízdu nebo omezujícím rychlost na 30 nebo 60 km/h. Používá se též k omezení rychlosti z důvodů prací, k signalizaci konce přenosu kódu, začátku nekódované trati a k předvěstění trvalého omezení rychlosti. |
| 120** | předvěst omezení rychlosti na 130 km/h na vzdálenost minimálně 1350 m |
| 120*  | předvěst omezení rychlosti na 100 km/h na vzdálenost minimálně 1350 m |
| 120   | předvěst omezení rychlosti do odbočky 30 nebo 60 km/h na vzdálenost minimálně 900 m |
| 75    | stůj na vzdálenost minimálně 900 m |

Kódy v jednotlivých oddílech na sebe logicky navazují. Pro příklad před návěstí stůj:
270** - 270* - 270 - 180 -75
Strojvedoucí je na změnu kódu upozorněn vizuálně na displeji i zvukově. Zařízení generuje brzdící křivku. Při překročení povolené rychlosti o 3 km/h se spustí akustický signál, při překročení o 5 km/h vlak začne samočinně brzdit. 
Vlaková část je zpětně kompatibilní s traťovou částí, tj. pracuje bez omezení i se starším zabezpečovačem RS4 Codici. Dalším vývoj směřoval k využití balíz systému ETCS, prostřednictvím kterých vlak dostává informace o trvalých omezeních rychlosti a o přesných polohách návěstidel. Tento systém se nazývá Sistema di Controllo della Marcia del Treno - SCMT. 